# Tipula (Lunatipula) truncata ciconia
Tipula (Lunatipula) truncata ciconia is een ondersoort van de tweevleugelige Tipula (Lunatipula) truncata uit de familie langpootmuggen (Tipulidae). De ondersoort komt voor in het Palearctisch gebied.